# Michael Haley
Michael Haley (Pittsfield, 22 settembre 1942) è un attore statunitense.
Ha lavorato spesso in film di Mike Nichols, anche come assistente.

## Filmografia parziale

### Attore
- Cartoline dall'inferno (1990)
- A proposito di Henry (1991)
- Terapia e pallottole (1999)
- La guerra di Charlie Wilson (2008)

### Assistente regia
- Cartoline dall'inferno (1990)
- A proposito di Henry (1991)
- Mi sdoppio in 4 (1996)
- Terapia e pallottole (1999)
- La guerra di Charlie Wilson (2008)